# 플라스토머
플라스토머(Plastomer)는 고무와 같은 특성과 플라스틱의 가공 능력과 같은 엘라스토머와 플라스틱의 특성을 결합한 고분자 재료이다. 따라서 플라스토머라는 단어는 플라스틱과 엘라스토머라는 단어의 합성어이다. 중요한 플라스토머는 에틸렌-알파 올레핀 공중합체이다.